# 大崎ブライトタワー
大崎ブライトタワー（おおさきブライトタワー）は、東京都品川区で行われた北品川五丁目第1地区第一種市街地再開発事業（パークシティ大崎）よって建設された超高層ビル。

## 概要
地下2階、地上31階建てのオフィスビルで、大崎ブライトコア（20階）とは2階レベルの空中デッキで接続されている。足元のアトリウムは3層の吹き抜け空間で、3階にオフィスロビーを置く。
外観高層部は、黒檀色から薄桜色へ変化させたグラデーションが特徴であり、オフィスらしい品格と伸びやかさを表現した。
1・2階には路面型を主体とした店舗群、オフィスフロアはほぼ全てをかんぽ生命保険が借り受け、港区三田にあった東京サービスセンター（旧東京簡易保険支局）を移転。6000人の従業員が勤務している。

## 交通アクセス
- JR山手線・りんかい線 大崎駅南改札より徒歩5分